# Красный Кирпичник (Богородский район)
Кра́сный Кирпи́чник — посёлок в Богородском районе Нижегородской области. Входит в состав Каменского сельсовета.

## Население
| 1999 | 2002 | 2010 |
| ---- | ---- | ---- |
| 24   | ↘19  | ↘15  |

### Национальный состав
Согласно результатам переписи 2002 года, в национальной структуре населения русские составляли 100 % из 19 чел.

## Улицы
В селе имеются две улицы: Заводская и Лесная.